# Cuno von Rodde
Cuno Friedrich Carl Freiherr von Rodde, auch: Kuno von Rodde (* 3. Dezember 1857 in Zibühl; † 11. September 1927 in Schwerin) war ein deutscher Forstmeister, Genealoge und Heraldiker.

## Leben und Werk
Cuno von Rodde entstammte der Lübecker Kaufmannsfamilie Rodde, die teils im frühen 19. Jahrhundert nobilitiert und dann 1806 in den Freiherrenstand erhoben wurde. Anschließend war die Aufnahme in Mecklenburgischen Landadel. Er wurde als jüngerer Sohn des Freiherrn (Carl) August von Rodde (* 1812; † 1893) und dessen Frau, Sophia Louise Maria Wilhelmine, geb. von Arnim-Katelbogen (* 1834; † 1871), geboren. Der Vater war Gutsbesitzer auf Zibühl und Dreetz, das damals noch Peetscher Hof hieß. Bei der Volkszählung 1867 lebte seine Familie bereits auf dem Gut Peetscher Hof; Cuno und ein älterer Bruder weilten jedoch (vermutlich zum Schulbesuch) in Ludwigslust.
Nach dem Abschluss der Schule in Güstrow studierte Rodde Forstwissenschaft an der Forstakademie Eberswalde. Im Mai 1883 ist er an der Universität Rostock zum Studium der Rechts- und Kameralwissenschaft immatrikuliert. Bis 1896 stand er als Forstmeister in Großherzoglich mecklenburg-schwerinschen Diensten. Zum Zeitpunkt der Volkszählung 1900 lebte Rodde in Rostock, war aber viel auf Reisen, was in der Volkszählungsliste ausdrücklich vermerkt wurde. 
Im Ruhestand beschäftigte er sich mit Genealogie und Heraldik. In der Zeitschrift „Familiengeschichtliche Blätter“ veröffentlichte er Aufsätze zur heraldischen Epitaphik und Sphragistik von Familien des mecklenburgischen und niedersächsischen Adels. 1908 übernahm er die „Familiengeschichtlichen Blätter“, die er ab 1909 in Schwerin herausgab. Später verkaufte er sie an die Quassel-Stiftung in Leipzig. Er war von 1895 bis zu seinem Tod Mitglied des Vereins für mecklenburgische Geschichte und Altertumskunde und seit 1896 des Herold.
Der Offizier August (Franz) Freiherr von Rodde (1847–1927) war sein Cousin.

## Nachlass

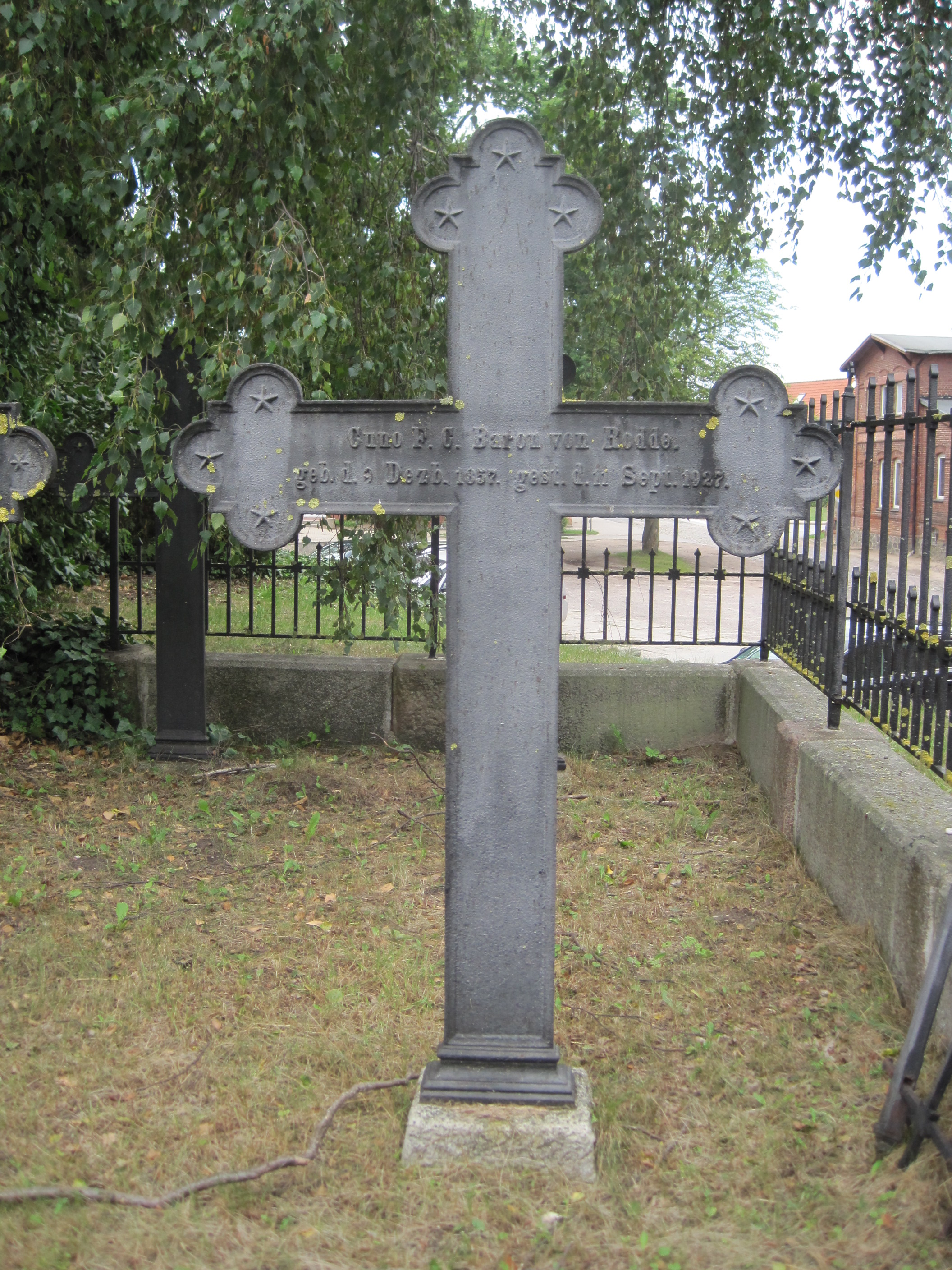
Cuno von Roddes Grabkreuz im Familienbegräbnis Tarnow

Im Landeshauptarchiv Schwerin befinden sich von ihm verfasste Genealogien über 351 Familien.

## Genealogie
- Gothaisches Genealogisches Taschenbuch der Freiherrlichen Häuser 1921. 71. Jahrgang, Justus Perthes, Gotha 1920, S. 778.